# Brussels (Wisconsin)
Brussels – miasto w Stanach Zjednoczonych, w stanie Wisconsin, w hrabstwie Door.